# Giovannino Guareschi
Giovannino Oliviero Giuseppe Guareschi (kallade sig även Giovanni Guareschi), född 1 maj 1908 i Fontanelle di Roccabianca i provinsen Parma i Emilia-Romagna, död 22 juli 1968 i Cervia i Emilia-Romagna, var en italiensk journalist, serietecknare och humorist vars mest kända skapelse är prästen Don Camillo.

## Biografi
Guareschi föddes i en medelklassfamilj. Fadern Primo Augusto Guareschi sålde cyklar och jordbruksmaskiner och hade även en kort men föga framgångsrik bana som fastighetsmäklare; modern Lina Maghenzani var lärare på lågstadieskolan ("scuola elementare") i Parma-stadsdelen Marore.
Guareschi skämtade ofta om att han, en storväxt man, döptes Giovannino, ett namn som betyder "Lille Giovanni".
År 1925 gick faderns företag i konkurs, vilket tvingade Giovannino att lämna sin dyra internatskola i Parma och han kunde endast med stor svårighet avsluta sina studier på gymnasienivå. Han började skriva för en lokal tidning,Gazzetta di Parma, och 1929 blev han redaktör för den satiriska tidskriften Corriere Emiliano, och 1936 – 43 var han chefredaktör för en liknande tidskrift som heter Bertoldo.
År 1943 blev han inkallad i armén som straff för att han i onyktert tillstånd hade uttalat sig nedsättande om den fascistiska regimen.
När Italien undertecknade vapenstilleståndet med de allierade trupperna 1943, arresterades han och fördes först som krigsfånge till ett fångläger i Sandbostel och sedan flyttades han mellan olika läger i Tyskland och Polen. Han skrev senare om denna tid Diario Clandestino (Min hemliga dagbok).
Efter kriget återvände Guareschi till Italien och grundade en monarkistiskt satirisk tidskrift, Candido. Efter att Italien blivit republik, började han att stödja kristdemokraterna. Han kritiserade och satiriserade kommunisterna i sin tidskrift, genom att framställa en kommunist som en man med en extra näsborre. När kommunisterna väl besegrades i 1948 års italienska val, lade Guareschi inte ner pennan utan kritiserade istället kristdemokraterna.
Guareschi blev 1954 dragen inför rätta för förtal av före detta premiärministern Alcide De Gasperi, efter att han i januari samma år hade publicerat två faksimil, av vad som uppgavs vara krigstida brev från De Gasperi till den amerikanska militära ledningen. I breven uppmanades de allierade att bomba civila mål i utkanten av Rom, för att provocera fram en revolt mot de tyska ockupanterna. Guareschi som felaktigt antagit att breven var äkta dömdes i april 1955 till ett fängelsestraff för publiceringen.
Guareschi avböjde att överklaga domen och tillbringade 409 dagar i Parmas San Francesco-fängelse, och ytterligare sex månader under  skyddstillsyn i sitt hem.
År 1956 hade Guareschis hälsa försämrats och han tillbringade en tid i Schweiz av hälsoskäl. År 1957 lämnade han posten som redaktör för Candido men fortsatte att skriva för tidningen. Han dog 1968 i Cervia av en hjärtattack.